# Chung-ce-chu
Chung-ce-chu (čínsky pchin-jinem 'Hongze Hu', znaky 洪澤湖) je jezero v provincii Ťiang-su na východě Číny na Velké čínské rovině. Vzniklo v letech 1403–24 v důsledku vybudování hráze na Velkém kanále, který přehradil řeku Chuaj. Má rozlohu 3180 km² hloubku 3 až 4 m a objem vody 11,1 km³.

## Pobřeží
Na pobřeží jsou bažiny a rýžová pole.

## Vodní režim
Úroveň hladiny jezera se v zimě snižuje a tudíž se také rozloha a objem silně zmenšují. Jezero je spojeno řekou San s jezerem Kaojou. Převážná část odtékající vody postupuje přes systém Velkého kanálu do Jang-c’-ťiangu. Jezero je spojené zavlažovacím kanálem se Žlutým mořem. Odtok z jezera je regulován přehradními hrázemi.

## Využití
Na jezeře je rozvinuté rybářství.